# Lotto King Karl

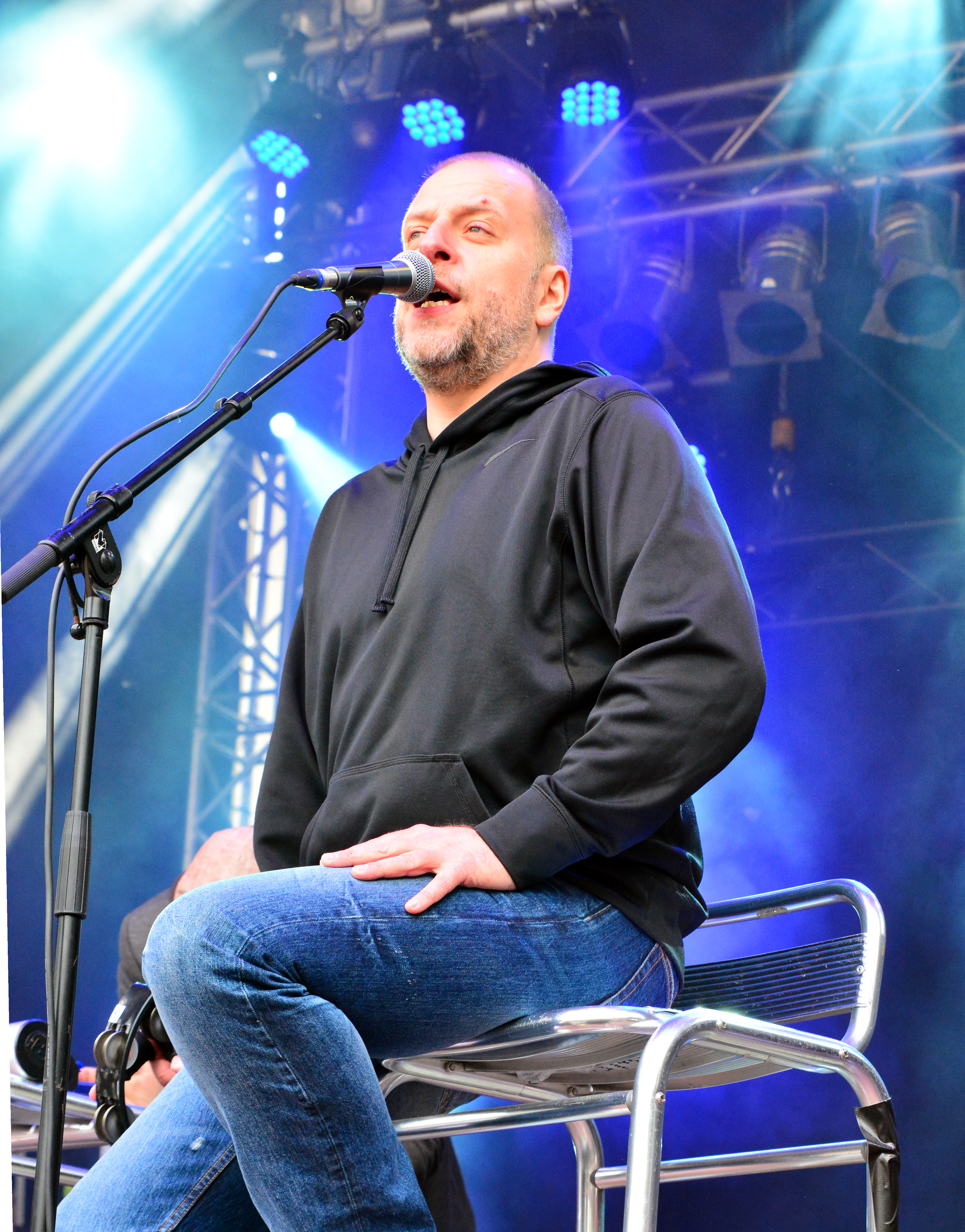
Lotto King Karl beim Holsten Brauereifest 2015

Lotto King Karl alias Karl König (* 4. Februar 1967 als Gerrit Heesemann in Hamburg) ist ein deutscher Musiker sowie TV- und Radiomoderator.

## Leben und Wirken
Der Sohn eines Bankangestellten und einer Hausfrau machte das Abitur an der Gelehrtenschule des Johanneums. Es folgten Jobs als Packer und Kurierfahrer und der Wehrdienst bei der Marine. Heesemann nennt sich „Lotto King Karl“ wegen seiner selbst erdachten Legende vom Gabelstaplerfahrer Karl König, der im Lotto gewinnt. 1995 erschien die Debüt-Single Ich hab’ den Jackpot. Ab August 1995 moderierte er beim Hörfunksender Delta Radio eine nach ihm benannte Sendung. 1996 wurde sein Debütalbum Weiß’ Bescheid?! veröffentlicht. Seine Band, genannt „Die Barmbek Dream Boys“, bestand zu dieser Zeit aus Klaus Volland (Gitarre), Frank Ramond (Chor, Gitarre, Keyboard), Lukas Hilbert (Gitarre, Bass), Frank Itt (Bass), Thorsten Heintzsch (Keyboard), Jan Carstensen (Saxophon, Klarinette) und Lorenz Hoppe (Schlagzeug). Mit diesem Album und seiner Präsenz in einem Lokalradio stieg er zu einer Hamburger Lokalgröße auf, auch weil er sich in seinen Liedern mit Hamburger Themen (HSV, Reeperbahn, Elbe und der Hopihalido) beschäftigt. Einer der wenigen Songs, der überregional bekannt wurde, ist die Hymne an seine Heimatstadt Hamburg, meine Perle.
Am 18. Februar 2000 nahm Lotto King Karl am „Countdown Grand Prix 2000“, der deutschen Vorentscheidung zum Eurovision Song Contest, mit dem Lied Fliegen teil und belegte den 7. Platz.
Lotto King Karl lebt in Hamburg-Winterhude. Er vertreibt seine Platten über das eigene Label Northcoast Records im Vertrieb der Sony. Er gibt regelmäßig Konzerte, die er als Rock Over Hamburg-Tour bezeichnet, und er ist in den lokalen Medien präsent.
Die Single Keine Grenzen, keine Zäune wurde 2004 als Werbejingle in der TV-Werbung von Berentzen genutzt und ist die einzige Single vom „König“, die es in Deutschland in die Charts schaffte. 2003 spielte Lotto King Karl in seiner ersten Filmrolle den Andy Ommsen, genannt „Stullen-Andi“, in Der letzte Lude.

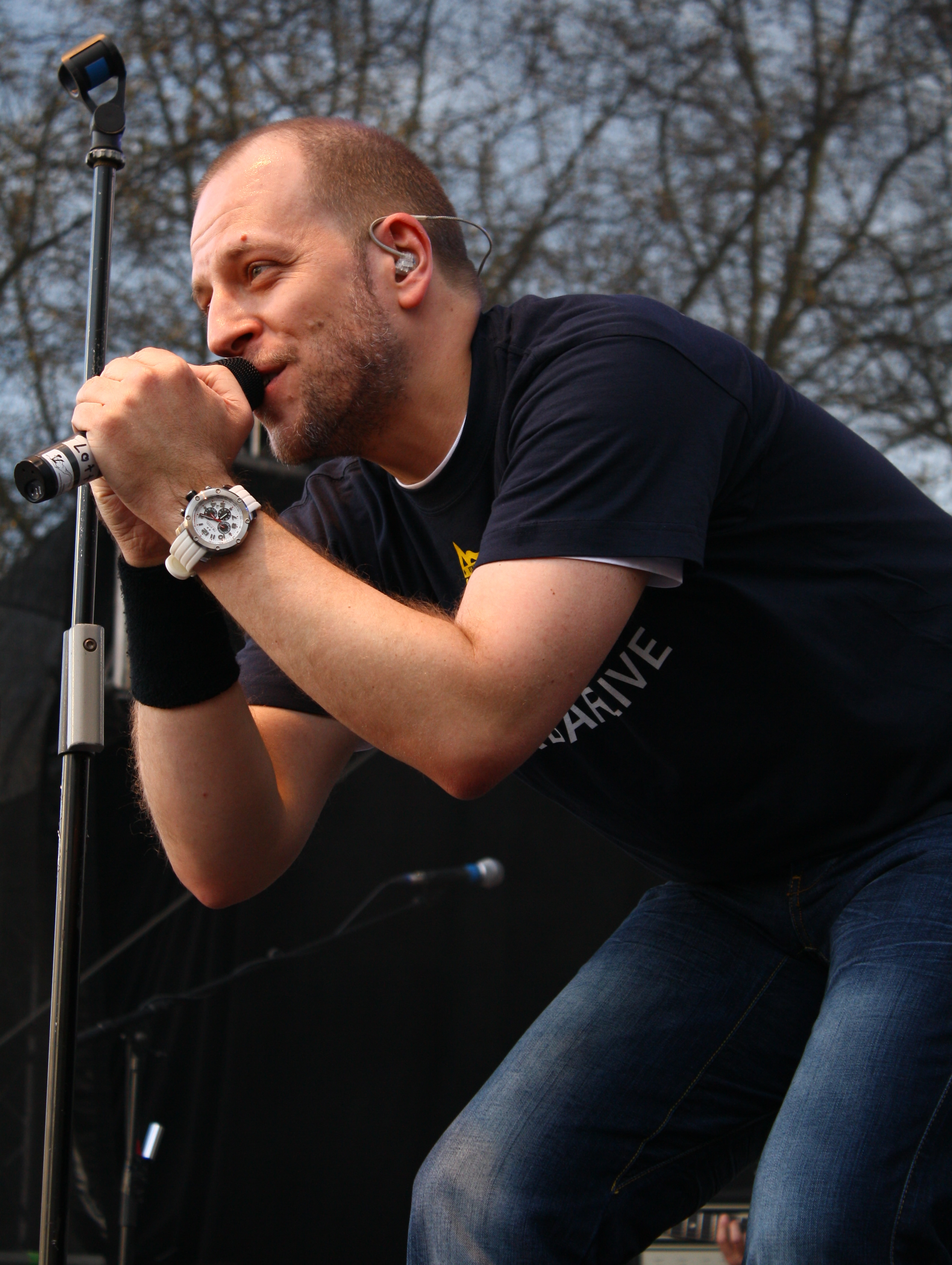
Lotto King Karl beim Radio Hamburg Oster-Mega-Hit-Marathon

Nachdem er auf seinem ersten Album erfolgreich mit Frank Ramond (jetzt solo unterwegs und Songwriter für u. a. Annett Louisan und Ina Müller) als Hauptsongwriter zusammengearbeitet hatte, schrieb er nachfolgend viele Lieder mit seinem langjährigen Freund Carsten Pape (ehemals Clowns & Helden und Roh).
Lotto King Karl ist oft als Kommentator oder Co-Moderator zu Gast bei TV-Sendungen wie Die 100 nervigsten … und bei der Chartshow auf RTL. Er moderiert ebenfalls die 90er auf RTL 2. Von 2003 bis Dezember 2011 war er Radiomoderator bei Radio Hamburg, wo er ab 2005 die 90er moderierte. Lotto King Karl war außerdem 14 Jahre lang bis 2019 einer der Stadionsprecher beim Hamburger SV. Von August 2005 bis Mai 2019 sang er vor jedem Heimspiel der ersten Mannschaft des HSV die „Hymne“ Hamburg, meine Perle in der Fußball-Version Hamburg, meine Fußballperle live von einem Kran aus vor der Nordtribüne.
Im August 2005 begann Lotto King Karl seine erste deutschlandweite Tournee unter dem Titel Born2Rock-Live2Die; zuvor waren seine Live-Auftritte im Wesentlichen auf Bühnen Norddeutschlands beschränkt.
Im April 2008 wurde sein Album Seitenwechsel veröffentlicht. Es entstand mit seiner Band, den Barmbek Dream Boys. Am 12. Juni 2009 kam das gemeinsame Werk von Lotto King Karl und Carsten Pape auf den Markt. Dies ist nach Freunde ihr zweites gemeinsames Album.
Am 6. Mai 2011 erschien das Album Was ist eigentlich mit Frank?. Dieses ist auch wieder mit den Barmbek Dream Boys zusammen eingespielt. Lotto King Karl engagiert sich für den Verein Laut gegen Nazis.
Am 12. Mai 2017 erschien nach sechsjähriger Albumpause das Werk 360 Grad. Es stieg am 19. Mai 2017 auf Platz 17 der deutschen Charts.

## Diskografie

### Alben
- 1996: Weiß’ Bescheid?!
- 1999: Die alte S-Klasse
- 2000: Bier her now
- 2001: Das geheime Tagebuch des Dieter B.
- 2001: Wieder im Ballbesitz EP
- 2001: Das HSV-Album
- 2001: Rotverschiebung
- 2003: Die geilsten Dinger (Kompilation)
- 2004: Aus Liebe zum Spiel
- 2004: Es macht so ungeheuer Spaß mit Dir zu ficken EP (mit Carsten Pape)
- 2005: Freunde (mit Carsten Pape)
- 2006: Ikarus
- 2008: Seitenwechsel
- 2009: Die große Liebe (mit Carsten Pape)
- 2011: Was ist eigentlich mit Frank?
- 2017: 360 Grad

### Singles
- 1995: Ich hab’ den Jackpot
- 1995: Allergie
- 1996: Da ist die Tür (mit Roberto Blanco)
- 1997: Ich liebe Dich
- 1999: Opfer der Justiz
- 1999: Fußball ist unser Leben (mit Stone the Crow und Tobsucht)
- 2000: Fliegen (mit Roh)
- 2000: Bis der Arzt kommt
- 2002: Nichts als dem Wahrheit (als Modern System feat. Lotto King Karl)
- 2004: Keine Grenzen – Keine Zäune

### Weitere Veröffentlichungen
- 1996: Der Star Trek aus Barmbek (Sampler: Star Trek 30 Years: A Tribute)
- 1998: Ich mag Müll (Sampler: Ernie, Bert, Hip Hop & Co.)

## Filme
- 2003 Der letzte Lude (D)
- 2006 Deichking
- 2016 Gut zu Vögeln